# توماس هنري غاري
توماس هنري غاري هو سياسي كندي، ولد في 28 يناير 1862، وتوفي في 1 أكتوبر 1954. انتخب عضو المجلس التشريعي من ساسكاتشوان.